# Explorer 4
Explorer 4 war ein Satellit des Explorer-Programms der NASA, der am 26. Juli 1958 von einer Juno-I-Rakete in seine Umlaufbahn gebracht wurde. Die Arbeitsgruppe um James Van Allen bestückte den Satelliten mit Messinstrumenten, die detaillierte Messungen von geladenen Teilchen (Protonen und Elektronen) im Magnetfeld der Erde ermöglichten. Die Defense Advanced Research Projects Agency (DARPA) des amerikanischen Verteidigungsministeriums benutzte diesen Satelliten zur Erforschung des Van-Allen-Gürtels und die Auswirkungen von Nuklearexplosionen auf den Gürtel sowie die Magnetosphäre der Erde. Die Telemetrie des Satelliten analysierte die drei Atombombentests im Rahmen der Operation Argus. Die Mission wurde sechs Monate lang vor der Öffentlichkeit geheim gehalten.
Die Interpretation der Daten wurde durch unerwartete Trudelbewegungen des Satelliten erschwert. Er sendete am 5. Oktober 1958 seine letzten Signale, vermutlich aufgrund einer Batterieermüdung. Nach 454 Tagen im Orbit stützte er am 23. Oktober 1959 in die Atmosphäre.